# Сєрова Алевтина Степанівна
Алевтина Степанівна Сєрова (1938, тепер Російська Федерація) — радянська діячка, новатор виробництва, шліфувальниця цеху Тульського комбайнового заводу. Член Центральної Ревізійної комісії КПРС у 1976—1981 роках.

## Життєпис
У 1956 році закінчила середню школу. У 1956—1966 роках — оператор, токар Тульського комбайнового заводу. Член КПРС з 1965 року. З 1966 року — шліфувальниця цеху Тульського комбайнового заводу.
Потім — на пенсії.

## Нагороди і звання
- орден Трудового Червоного Прапора
- медалі[які?]